# گروه کاتانا
گروه کاتانا (انگلیسی: Kantana Group) شرکت رسانه‌ای تایلندی است، که در سال ۱۹۵۱ تأسیس شد.